# Erebochlora
Erebochlora is een geslacht van vlinders van de familie spanners (Geometridae), uit de onderfamilie Larentiinae.

## Soorten
- E. apiciflava Dognin, 1892
- E. cerasii Maassen, 1890
- E. decdor Dognin, 1909
- E. fusimacula Dognin, 1911
- E. griseata Warren, 1905
- E. obfuscens Dognin, 1906
- E. ochreiplaga Warren, 1904
- E. orbisticta Dognin, 1893
- E. ovaliplaga Dognin, 1911
- E. regularis Dognin, 1911
- E. roseofasciata Dognin, 1911
- E. ruficostaria Warren, 1904
- E. simulator Dognin, 1891
- E. tesserulata Felder, 1875
- E. tima Thierry-Mieg, 1892
- E. vidascens Dognin, 1906